# Park Hyeon-suk
Park Hyeon-suk (박현숙?; Daejeon, 28 dicembre 1969) è un'ex cestista sudcoreana.

## Carriera
Con la Corea del Sud ha disputato i Campionati mondiali del 1994.